# Smokęcino
Smokęcino – wieś w północno-zachodniej Polsce położona w województwie zachodniopomorskim, w powiecie gryfickim, w gminie Brojce.
Według danych gminy z 5 czerwca 2009 wieś miała 88 mieszkańców.
W latach 1975–1998 miejscowość administracyjnie należała do województwa szczecińskiego.